# Kuantan

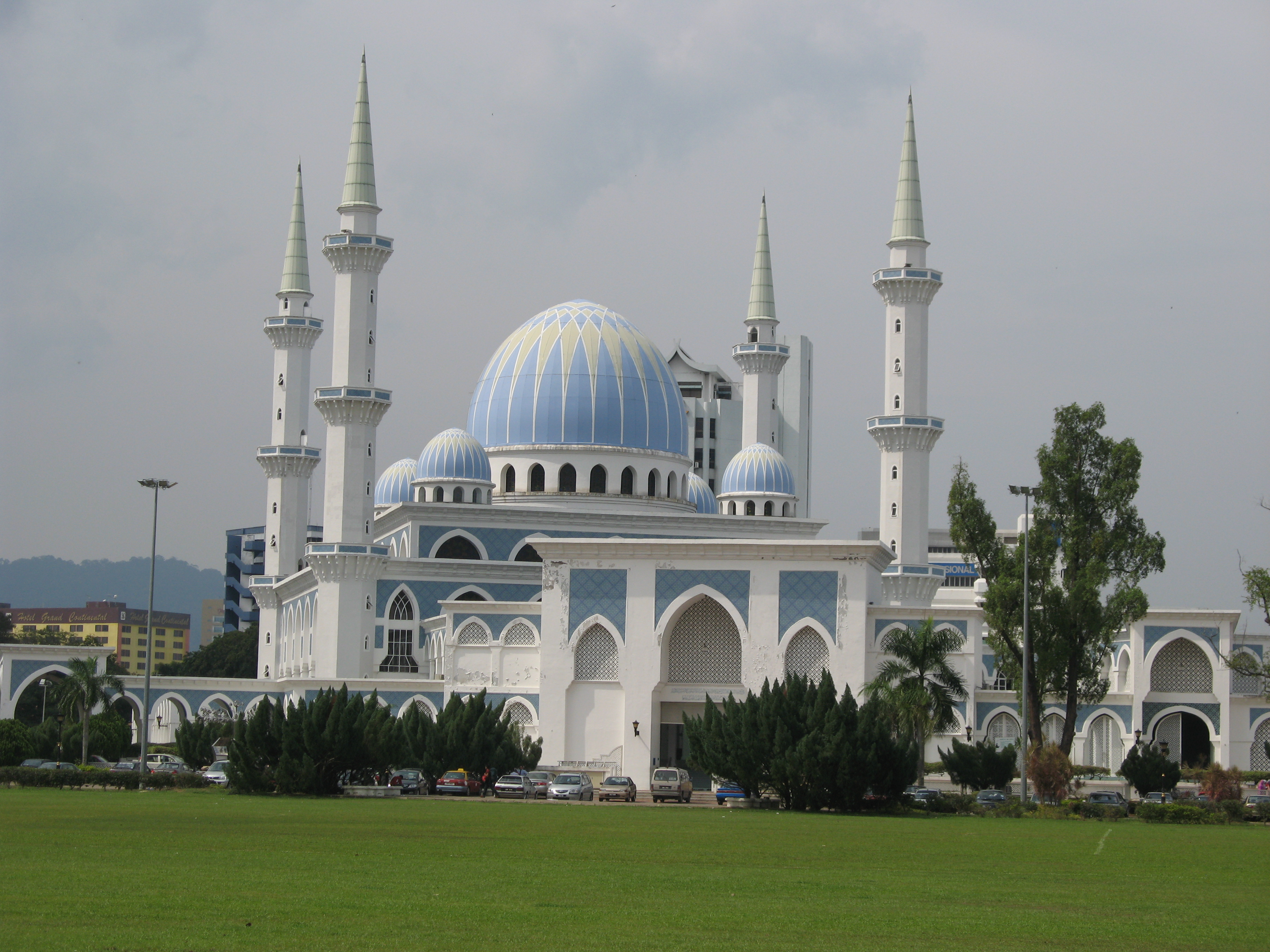
Sultan Ahmad I-moskén i Kuantan.

Kuantan är huvudstad i den malaysiska delstaten Pahang på östra sidan av Malackahalvön. Staden är belägen vid kusten mot Sydkinesiska havet och hade 288 727 invånare vid folkräkningen 2000. Kuantans befolkning består av 57 procent malajer, 32 procent kineser, 4 procent indier och 7 procent annat ursprung.